# Nevşehir
Nevşehir – dystrykt i miasto w środkowej Turcji, stolica prowincji Nevşehir.
Zlokalizowane ok. 75 km na zachód od dawnej Cezarei, gdzie w IV w. biskupem był Bazyli Wielki. Wokół Nevşehir położone są liczne tzw.  podziemne miasta, np. Kaymaklı, Derinkuyu i in., gdzie chrześcijanie chronili się przed prześladowaniami rzymskimi i muzułmańskimi. Niedaleko jest także zespół 350 wykutych w skale tufowej kościołów bizantyjskich: Park Narodowy Göreme - zabytki te wpisano na Listę Światowego Dziedzictwa Ludzkości UNESCO w 1985 roku
W XIX w. francuski uczony Texier uznał, że miasto to jest tożsame z Nyssą, siedzibą biskupią Grzegorza z Nyssy. Według innych uczonych nie ma na to dostatecznych przesłanek. Jej nazwa wymieniana jest m.in. przez Ptolemeusza – V,7-8, Itinerarium Antonina, geografa bizantyjskiego Hieroklesa (VI w. po Chr.) w dziele Synedemus, oraz greckie Notiae episcopatuum (Informacje o biskupstwach). W dokumentach tych nie ma jednak danych na temat historii lub miejsca położenia Nyssy. Według Ramsaya starożytnej Nyssy należy szukać na południowym brzegu rzeki Kızılırmak (w starożytności rzeka Halys), ok. 20 km powyżej Kessik Keupru.  
W okresie osmańskim miasto nazywało się Muskara. Wielkim wezyrem był Nevşehirli Damat İbrahim Pasha.
W 2014 dystrykt Nevşehir zajmował powierzchnię 568 km² i liczył 127 891 mieszkańców, z czego 95 476 osób zamieszkiwało w samym mieście Nevşehir.

## Przypisy

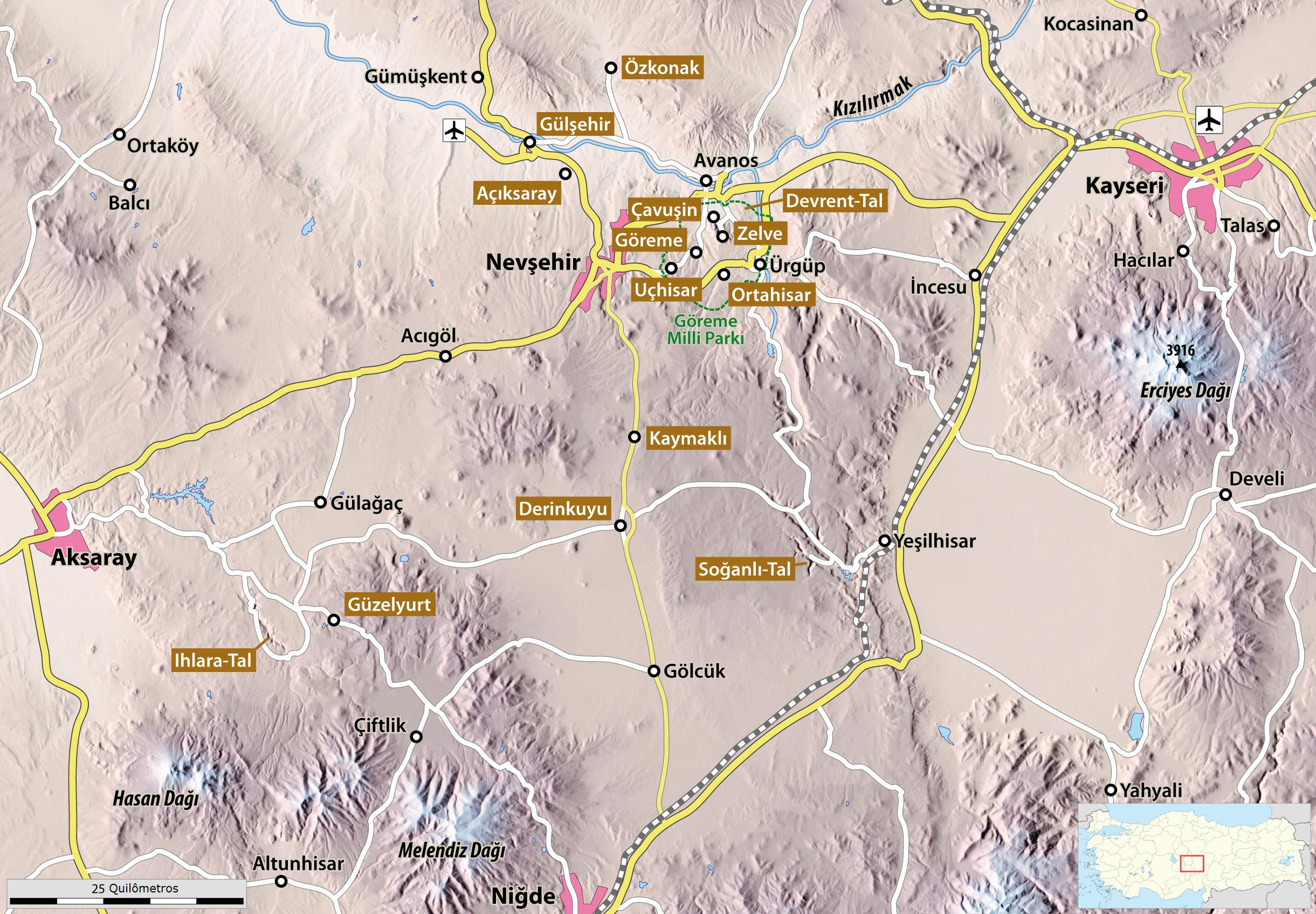
Okolice Nevşehir z zaznaczonymi "podziemnymi miastami".